# Lila Touili
Lila Touili, née le 19 février 2000 à Montélimar, est une nageuse française.

## Carrière
Elle obtient la médaille de bronze du 50 mètres dos aux Jeux olympiques de la jeunesse de 2018 à Buenos Aires.
Aux Championnats de France de natation 2019 à Rennes, elle termine deuxième de la finale du 50 mètres dos et troisième des finales du 100 mètres dos et du 200 mètres dos. Aux Championnats de France de natation en petit bassin la même année, elle est sacrée championne de France du 100 mètres dos et du relais 4 × 50 m 4 nages nage libre avec le Cercle des nageurs de Marseille, et termine deuxième des finales du 50 mètres dos et du 200 mètres dos.